# José António Guerreiro Cavaco
José António Guerreiro Cavaco OIH (Salir, Loulé, 19 de Março de 1939 — 3 de Novembro de 2013) foi um empresário, desportista e político Português.
Foi Membro da Assembleia de Freguesia de Salir de 1976 a 1979, Deputado Municipal de Loulé de 1979 a 1982, Vice-Presidente da Câmara Municipal de Loulé de 1982 a 1985, Presidente da Câmara municipal de Loulé entre 1985 e 1989, Governador Civil de Faro entre 3 de Agosto de 1995 e 16 de Novembro de 1995. Foi ainda dirigente desportivo de várias associações e clubes regionais e nacionais e colaborador de órgãos da Comunicação Social.
Em 6 de Setembro de 2011, foi agraciado com o grau de Comendador da Ordem do Infante D. Henrique pelo Presidente da República, Aníbal Cavaco Silva como dirigente da Federação Portuguesa de Futebol quando a selecção portuguesa de Sub-20 foi vice-campeã no Campeonato do Mundo da Colômbia.

## Condecorações
- Comendador da Ordem do Infante D. Henrique (6 de setembro de 2011)